# Ibrahima Mbaye
Ibrahima MBaye (Guédiawaye, Senegal, 19 de noviembre de 1994) es un futbolista senegalés. Juega de defensa.

## Trayectoria
MBaye debutó profesionalmente el 27 de julio de 2012 en un partido amistoso donde el Inter de Milán venció por 3-0 al Hajduk Split.
Para la temporada 2013-14 fue cedido a préstamo al A. S. Livorno donde disputó 25 partidos y anotó 2 goles; luego de terminada la cesión regresó al equipo milanés. En el mercado invernal de 2015 fichó por el Bologna Football Club 1909.
Después de siete años en Bolonia, en septiembre de 2022 se marchó a Rumania para jugar en el CFR Cluj. Rescindió su contrato en enero sin haber jugado ningún minuto.

## Clubes
| Club                          | País    | Año       | Partidos | Goles |
| ----------------------------- | ------- | --------- | -------- | ----- |
| Inter de Milán                | Italia  | 2012-2015 | 9        | 0     |
| A. S. Livorno Calcio (cedido) | Italia  | 2013-2014 | 25       | 2     |
| Bologna F. C. 1909            | Italia  | 2015-2022 | 131      | 5     |
| CFR Cluj                      | Rumania | 2022-2023 | 0        | 0     |

## Palmarés

### Títulos internacionales
| Título                    | Club (*)             | Sede    | Año  |
| ------------------------- | -------------------- | ------- | ---- |
| Copa Africana de Naciones | Selección de Senegal | Camerún | 2021 |

(*) Incluyendo la selección.